# رنه لالوکس
رنه لالوکس (فرانسوی: René Laloux‎؛ ۱۳ ژوئیهٔ ۱۹۲۹ – ۱۴ مارس ۲۰۰۴) یک پویانما، کارگردان، فیلم‌نامه‌نویس، و نقاش اهل فرانسه بود. وی بین سال‌های ۱۹۶۰ تا ۱۹۹۸ میلادی فعالیت می‌کرد.